# Lammkotze
Lammkotze ist eine Oi!-Band aus Baden-Württemberg. Sie wurde 2003 gegründet.

## Geschichte
Gegründet wurde Lammkotze von Geißi (Gitarre, Gesang) und Schnitzel (Schlagzeug) am 14. Februar 2003. Kurz darauf stieß Charlie am Bass zur Band. Der Name „Lammkotze“ entstand während einer feuchtfröhlichen Zugfahrt. Er wurde beibehalten, da er originell sei und deshalb im Kopf bleibe. Am 18. Juli 2003 spielten Lammkotze ihren ersten Gig auf einem Open Air in einer bayrischen Kleinstadt. Ein Jahr nach der Gründung erschien dann das erste Demotape mit vier Liedern. Nachdem Charlie die Band verlassen hatte, konnte 2005 LeChris als Schlagzeuger gewonnen werden und Schnitzel übernahm den E-Bass.
Durch das Demotape wurde 2007 das Label Randale Records auf die Band aufmerksam und nahm diese unter Vertrag. Im Jahr 2007 erschien das erfolgreiche Debütalbum Hasst uns!!. 2009 folgte ein Beitrag zum Sampler United against Cancer. 2010 wurde dann das zweite Album frei und ungebändigt veröffentlicht, das sich deutlich kraftvoller und musikalisch gereifter präsentiert. 2011 wurde eine Split-EP mit den Gewohnheitstrinkern aus Freiburg veröffentlicht, für die jede Band drei neue Songs aufgenommen hat. Schnitzel verließ 2011 die Band. Auf ihn folgte Sven am Bass.
Anfang 2013 meldete sich die Band zum 10-jährigen Bestehen mit dem Jubiläumsalbum Vom Kopf bis zu den Boots zurück. Danach beendete LeChris sein Engagement am Schlagzeug. Für den Übergang konnte Olli an den Drums gewonnen werden. Als neuer fester Schlagzeuger bei Lammkotze ist seit August 2013 nun Alex (vorher Schlagzeuger bei Ex Nör Säx und King Riot) mit dabei. Die Band spielt viele kleinere und größere Konzerte und Festivals in ganz Deutschland. Im November 2015 tourte die Band erstmals außerhalb Europas durch Malaysia. Im März 2018 spielte die Band Konzerte in Argentinien (Buenos Aires und Rosario).
Ebenfalls seit 2013 existiert das Nebenprojekt Lammplugged. Hier spielen Geißi und Sven mit Olli am Schlagzeug sehr erfolgreich Lammkotze- und Coversongs akustisch nach. 2016 erschien das Album Wehende Fahnen; eine Split von Lammkotze und Lammplugged. 2023 ist zum 20-jährigen Jubiläum der Band das fünfte Album Cheers & Oi! veröffentlicht worden. 

## Stil
Lammkotze spielen größtenteils deutschsprachigen, melodischen und mitsingtauglichen Oi!-Punk und integrieren Einflüsse der antirassistischen Skinhead-Szene und des Way of Life in ihren Sound. Die Band distanziert sich von allen politischen Extremen, was vor allem im Song Wir waren als erste da deutlich wird. Auf ihrer Webseite bezieht die Band klar Stellung gegen Rassismus und Faschismus.

## Diskografie
- 2004: Demo
- 2007: Hasst uns!! (Album, Randale Records)
- 2009: United against Cancer (Sampler)
- 2010: frei und ungebändigt (Album, Randale Records)
- 2011: Das Gelbe vom Oi! (Split-EP  mit den Gewohnheitstrinkern, Randale Records)
- 2013: Vom Kopf bis zu den Boots (Album, Randale Records)
- 2015: Randale Records-Label Sampler Vol.1 (Album, Randale Records)
- 2016: Wehende Fahnen - Lammkotze vs. Lammplugged (Split-Album, Randale Records)
- 2018: Helden meiner Jugend (Single, Streamingdienste, Sheepskin Records)
- 2023: Cheers & Oi! (Album, Randale Records)